# Clube Desportivo de Guadalupe
El Desportivo de Guadalupe es un equipo de fútbol de Santo Tomé y Príncipe que milita en la Liga de fútbol de la Isla de Santo Tomé, la liga de fútbol más importante de la isla.

## Historia
Fue fundado el 31 de marzo de 1964 en la Isla de Santo Tomé y cuenta con 2 títulos del Campeonato nacional de Santo Tomé y Príncipe, 2 títulos de la Isla y ha ganado 1 título de Copa (la primera edición de la Copa) en 2 finales jugadas.
A nivel internacional ha participado en 1 torneo continental, siendo el primer equipo de Santo Tomé y Príncipe en participar en la Copa Confederación de la CAF en el año 2013, en la que fue eliminado en la Ronda Preliminar por el US Bitam de Gabón.

## Palmarés
- Campeonato nacional de Santo Tomé y Príncipe: 2

1980, 1981
- Liga de fútbol de la Isla de Santo Tomé: 2

1980, 1981
- Copa Nacional de Santo Tomé y Principe: 1

1981
- - Finalista: 1

2012
- Copa de la Solidaridad: 1

2000
- Copa Deportiva 12 de Marzo: 1

1989

## Participación en Compaticiones de la CAF
| Temporada | Torneo                       | Ronda      | Club     | Casa | Visita | Global |
| --------- | ---------------------------- | ---------- | -------- | ---- | ------ | ------ |
| 2013      | Copa Confederación de la CAF | Preliminar | US Bitam | 0-5  | 1-12   | 1-17   |